# Aureliano Buendía
Il colonnello Aureliano Buendía è uno dei personaggi principali del romanzo Cent'anni di solitudine del premio Nobel Gabriel García Márquez.

## Biografia del personaggio
Secondogenito di José Arcadio e Ursula, è il primo bambino nato a Macondo; è famoso per essere diventato comandante generale delle forze rivoluzionarie, per aver preso parte a 32 rivoluzioni armate e per averle perse tutte e 32.  Completamente diverso dal fratello nel carattere, ha fin da piccolo uno sguardo lucido e analitico delle cose, nonché piccoli poteri di chiaroveggenza. Dopo la venuta degli zingari, aiuta il padre nel laboratorio di oreficeria, specializzandosi nella produzione di pesciolini d'oro.
Diventato adulto, viene ammaliato dalla bellezza della giovanissima figlia del correggitore Moscote, Remedios, di appena nove anni. Nonostante la grande differenza di età, viene combinato un matrimonio, e, successivamente, i due decidono di sposarsi, ma, qualche tempo dopo, Remedios muore nel letto fra le sue bambole, a soli 14 anni, a causa dell'aborto naturale dei due gemelli che aveva in grembo.
Ebbe 18 figli maschi da 18 donne diverse (contando anche il primo figlio, Aureliano José), sfuggì a 14 attentati, a 73 imboscate e a un plotone di esecuzione, sopravvisse a una dose di stricnina nel caffè che sarebbe bastata a ammazzare un cavallo.
L'unica ferita che subì fu procurata da lui stesso dopo aver firmato la capitolazione di Neerlandia che mise fine a quasi 20 anni di guerra civile, finendo a morire di vecchiaia, lavorando nel suo laboratorio di oreficeria.
Diverrà l'uomo più temuto dal governo, quasi un capo di Stato della parte rivoluzionaria, ma non permise mai che lo fotografassero. L'unica sua immagine rimase il giovanile dagherrotipo di famiglia, scattato dallo zingaro Melquíades, in cui apparve vestito di panno scuro, con stivaletti di vernice, baffi impeciati, tra Rebeca e Amaranta.
Aureliano si rinchiude in un profondo silenzio, che condivide col suocero, fino a quando, a seguito di elezioni truccate dal governo conservatore e delle violenze dei militari, decide di arruolarsi come rivoluzionario liberale contro il regime, nella guerra dei mille giorni (nel romanzo la guerra non dura tre anni ma venti).
Anche lui ha un figlio da Pilar Ternera, Aureliano José, che verrà ucciso in uno scontro con i soldati governativi.
Durante la sua esperienza militare, promuove trentadue insurrezioni che si concludono in un nulla di fatto, ed ha altri diciassette figli (che finiranno tutti uccisi prima del compimento di 18 anni, tranne uno che si dà alla fuga e verrà ucciso molti anni dopo) da altrettante donne diverse.
Popolarissimo capo militare, rispettato e temuto anche dai rivali conservatori, sopravvive a quattro attentati, settantatré imboscate, a un tentativo di suicidio con un colpo di pistola sparatosi in occasione della pace di Neerlandia, e ad un plotone d'esecuzione, per finire i suoi giorni chiuso nel suo laboratorio a fabbricare pesciolini d'oro che fonde e rifonde. Dopo alcuni tentativi di riprendere la guerra e cacciare la prepotente compagnia bananiera, e la morte dei suoi figli, uccisi da sicari del governo dopo che Aureliano aveva minacciato in pubblico i "gringos", l'anziano colonnello tenta ancora di promuovere una guerra totale contro il governo, proposta rifiutata dal suo amico Gerineldo Marquez. Muore di vecchiaia, appoggiato al castagno, un giorno in cui arrivano gli zingari, portando il circo. Il governo, nonostante fosse un avversario, in occasione del suo giubileo (per i 25 anni della fine della guerra), gli aveva dedicato una strada, che porterà il suo nome per molti anni, ma il colonnello rifiuterà invece sdegnosamente ogni riconoscimento.
Il personaggio del colonnello Aureliano Buendía, come quello del suo amico, il colonnello Gerineldo Márquez, è parzialmente ispirato dal colonnello Nicolas Márquez Mejia, nonno dell'autore, veterano della guerra dei mille giorni nelle file del Partito Liberale Colombiano, che rifiutò realmente l'armistizio di Neerlandia e le decorazioni a lui concesse del governo.

## Albero genealogico della famiglia Buendía

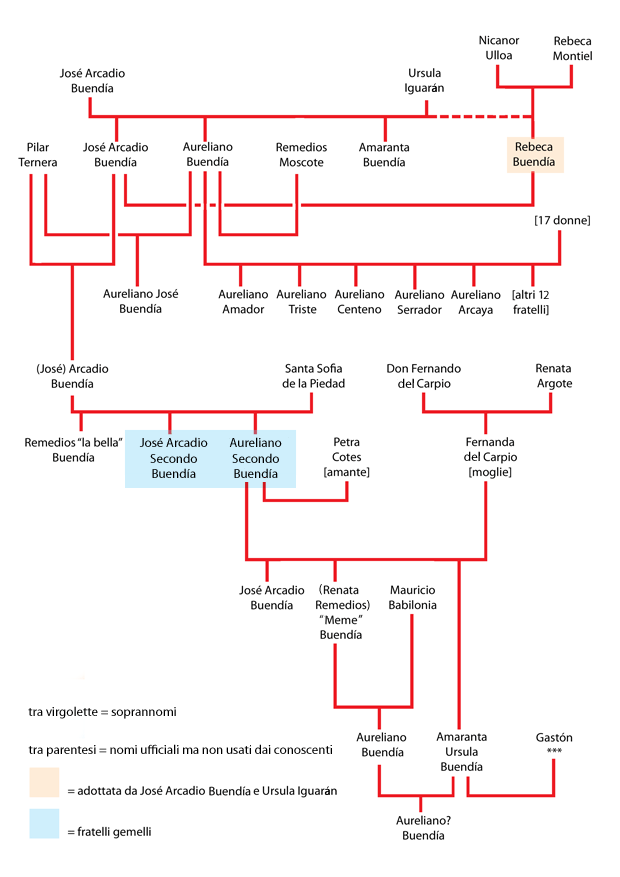
Albero genealogico della famiglia Buendía